# مساعدة الجاذبية

مسارات فوياجر 1 وفوياجر 2 لاتجاه صوب الكوكبين العملاقين المشتري وزحل ثم عبورهما الشيء الذي مكنتهما من زيادة سرعة المسبارين بغرض الخروج من المجموعة الشمسية.

المقلاع الجاذبيّ أو مساعدة الجاذبية أو الجاذبية المساعدة، أو الاندفاع بالجاذبية هو استغلال الحركة النسبية والجاذبية لكوكب أو أي جرم سماوي في تعديل مسار وسرعة مركبة فضائية، عموماً بغية خفض استهلاك الوقود، وتوفير الوقت والتكلفة. يمكن الإسفادة من مساعدة الجاذبية في تسريع، أو إبطاء و\أو إعادة توجيه مسار المركبة الفضائية.
تكمن المساعدة في حركة الجسم الجاذب (الكوكب) أنه يجذب إليه المركبة الفضائية فيساعدها على زيادة سرعتها. اقترحت هذه الآلية كدورة قيادة وسطية في 1961، وتستعمل حاليا للتنقل بين الكواكب من قبل مسبارات الفضاء مثل مارينر 10 وما تلاها، بما في ذلك مركبتي فوياجر لرحلات المشتري وزحل، ثم الذهاب إلى الكواكب البعيدة أورانوس وبلوتو. بعد ذلك غادر المسباران فوياجر 1 وفوياجر 2 المجموعة الشمسية.

## الشرح
تغير الجاذبية المساعدة حول كوكب من سرعة المركبة الفضائية نسبة إلى الشمس، بالرغم من أن سرعة المركبة الفضائية نسبة لهذا الكوكب سوف تبقى ثابتة مع الدخول والخروج الفعال للمركبة إلى ومن حقل الجاذبية الخاص بالكوكب (وفقاً لقانون بقاء الطاقة). كتقريب أولي، من مسافة بعيدة تبدو المركبة كما لو أنها ارتدت عن الكوكب. يطلق الفيزيائيون على ذلك التصادم المرن، بالرغم من عدم حدوث اتصال مباشر بين الكوكب والمركبة الفضائية. ونتيجة لذلك يمكن استخدام الجاذبية المستعدة لتغيير مسار وسرعة المركبة الفضائية نسبة إلى الشمس.

عل سبيل المثال، مراقب ثابت يرى كوكب يتحرك نحو اليسار بسرعة U، ومركبة فضائية تتحرك نحو اليمين بسرعة v، على المسار الأمثل فإن المركبة سوف تعبر بجانب الكوكب بسرعة U+v نسبة إلى سطح الكوكب حيث أن الكوكب يتحرك بالاتجاه المعاكس بسرعة مقدارها U. عند مغادرة المركبة للمدار ستبقى متحركة بسرعة U+v نسبة إلى سطح الكوكب ولكن بالاتجاه المعاكس (إلى اليسار). بما أن الكوكب يتحرك نحو اليسار بسرعة U، فإن السرعة الاجمالية للمركبة مساوية لسرعة الكوكب المتحرك وسرعة المركبة نسبة إلى الكوكب. أي أن السرعة الجمالية مساوية ل U+(U+v) = 2U+v. 

من المستحيل تطبيق هذا المثال المبسط بدون تفاصيل إضافية متعلقة بالمدار، ولكن إذا كانت المركبة الفضائية تسافر في مسار بشكل قطع زائد، فستكون قادرة على مغادرة الكوكب بالاتجاه المعاكس بدون إطلاق محركها، السرعة المكتسبة على بعد كبير هي في الواقع 2U لحظة مغادرة المركبة لجاذبية الكوكب بعيداً خلفها.

قد يبدو هذا الشرح وكأنه انتهاك لحفظ الطاقة والزخم، ولكن تأثيرات المركبة الفضائية على الكوكب لم تؤخذ بعين الاعتبار. الزخم الخطي المكتسب من قبل المركبة الفضائية مساو في المقدار لذلك المفقود من قبل الكوكب، بالرغم من كتلة الكوكب الضخمة مقارنة بالمركبة الفضائية مما يجعل التغير الناتج في سرعة الكوكب صغير لايذكر. هذه التأثيرات على الكوكب طفيفة جداً (بسبب أن الكواكب أكثف بكثير من المركبة الفضائية) بحيث يمكن اهمالها في الحساب.

يتطلب التصور الواقعي للقائات في الفضاء أخد الأبعاد الثلاثة بعين الاعتبار، بتطبيق نفس المبدأ، فقط بإضافة سرعة الكوكب إلى سرعة المركبة الفضائية كجمع متجهات.

يمكن استخدام الجاذبية المساعدة لابطاء المركبة الفضائية، كنتيجة لعكس المدار. قام بهذه المناورة كل من مارينر 10 وميسنجر للوصول إلى عطارد.

في حال الحاجة لسرعة أكبر من التي تفرها الجاذبية المساعدة وحدها، فإن القبا تمثل الموقع الاقتصادي الأمثل لاحراق الصاروخ (أقرب وصول). يطعي احراق صاروخ معين دائما نفس التغير في السرعة (Δv)، ولكن التغير في الطاقة الحركية متناسب مع سرعة المركبة لحظة الإحراق، وبالتالي للحصول على أكبر طاقة حركية من الإحراق، فإنه يجب حدوثه عند السرعة القصوى للمركبة عند القبا. الاندفاع المقوى يصف هذه التقنية بتفصيل أكثر.

رسوم متحركة لمسار مسبار روزيتا من 2 مارس 2004 إلى 9 سبتمبر 2016
مسبار روزيتا•
67 بّي•
الأرض•
المريخ•
كويكب 21 لوتيشيا•
2867 شتاينس

## الأصول التاريخية للطريقة
في ورقته بعنوان «لمن سيقرأ هذه الورقة لبناء صاروخ للسفر بين الكواكب» وتاريخ 1918م-1919م، اقترح يوري كوندراتيوك أنه من الممكن لمركبة فضائية مسافرة بين كوكبين اكسابها تسارع في بداية مسارها وتباطوء في نهايته باستخدام جاذبية أقمار الكوكبين.

طرح فريدريك زاندر نفس النقاش، عام 1925م في ورقته بعنوان «مشاكل الطيران بالدفع النفاث: الطيران بين الكواكب».

بكل الأحوال أي منهما لم يدرك أنه يمكن للجاذبية المساعدة من الكواكب على مسار المركبة الفضائية دفع هذه المركبة وبالتالي تنقص وبشكل كبير من كمية المادة الدافعة المطلوبة للسفر بين الكواكب. هذا الاكتشاف أدلى به مايكل مينوفيتش عام 1961 م. 

استخدمت مناورة الجاذبية المساعدة لأول مرة عام 1959 م عندما صور المسبار السوفيتي لونا 3 الجانب البعيد لقمر الأرض. بنيت المناورة على أبحاث أجريت في قسم الرياضيات التطبيقية في معهد ستكلوي.